# Liste des dirigeants des services de renseignements extérieurs soviétiques et russes

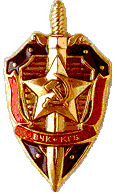
Emblème de la Tchéka puis du KGB : l'épée et le bouclier.

Cette liste comporte les données sur les plus hauts dirigeants des services d’espionnage soviétiques et russes.

## SVR actuel

### Les directeurs du SVR

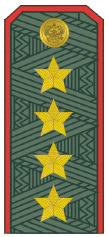
Les épaulettes ordinaires du général de l'armée russe à partir de 1994

Le directeur du Service des renseignements extérieurs de la fédération de Russie (au rang du ministre fédéral) fait automatiquement partie des membres permanents du Conseil de sécurité de la fédération de Russie.

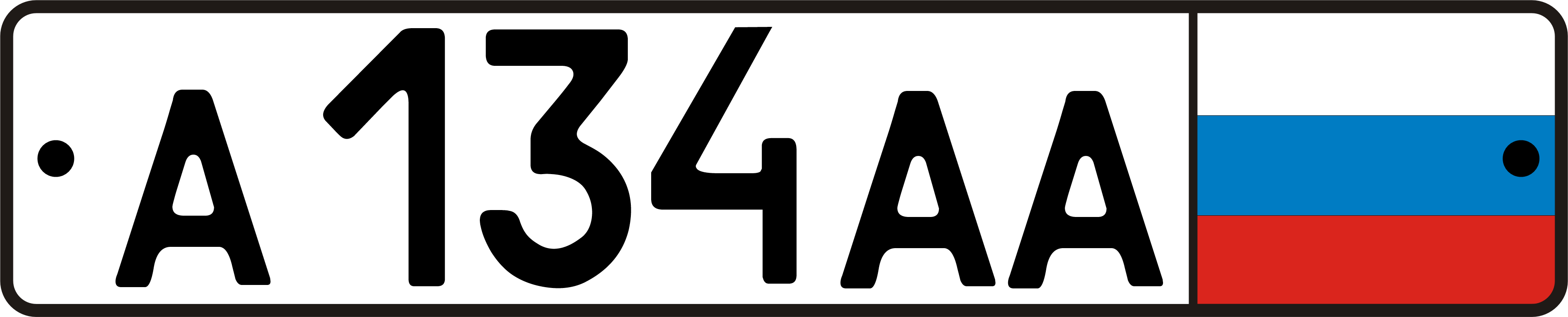
Plaques spéciales fédérales

Lorsqu'il a le statut militaire, le directeur du SVR a le rang et l’appellation du général de l'armée (4 moyennes étoiles en une seule rangée sur de larges épaulettes dorées). Il a le droit de se déplacer en véhicule de service portant les plaques d'immatriculation spéciales gouvernementales (avec le drapeau de Russie). Il est protégé par le Service fédéral de protection (organisme de protection des hauts dignitaires).

#### Le Directeur du SVR

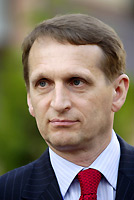
Sergueï Narychkine, directeur du SVR depuis 2016

Le directeur du SVR en exercice est Sergueï Narychkine depuis le 22 septembre 2016,, ancien président de la Douma et ancien collègue de Vladimir Poutine à la direction régionale du KGB de la ville de Léningrad. Sa nomination a pris effet le 5 octobre 2016.

#### Les anciens dirigeants du SVR

##### Mikhaïl Fradkov

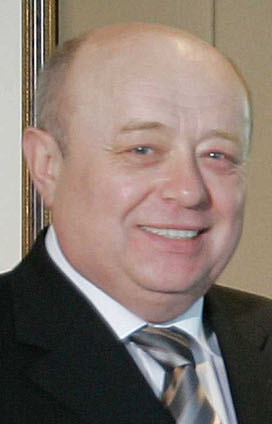
Mikhaïl Fradkov, ancien directeur du SVR

Le SVR a été dirigé depuis le 6 octobre 2007 jusqu'au 22 septembre 2016 par l'ancien premier ministre de la fédération de Russie Mikhaïl Fradkov, civil, nommé à ce poste par le président russe Vladimir Poutine par l’Oukase no 1349.
M. Fradkov était confirmé dans ses fonctions en mai 2008 par le nouveau président Dmitri Medvedev mais l’oukase officiel correspondant n’a pas été publié sur (ru) le site présidentiel russe.
La nomination par Poutine d’un ancien Premier ministre à la tête du SVR avait surpris beaucoup d’observateurs à l’époque (avec Primakov on était plutôt habitué au processus inverse). Les milieux professionnels avaient beaucoup craint, venant d'un civil, le démantèlement du Service car presque partout où était passé M. Fradkov précédemment, il y avait lancé restructurations et liquidations ministérielles. En réalité c’est l’inverse qui s’est passé : le rang d’ancien premier ministre a relevé le prestige du SVR. Certains ont mentionné les préparatifs secrets de Poutine, avant de céder le fauteuil présidentiel à son dauphin Dmitri Medvedev, pour mettre en place un réseau sécurisé dans les ministères clé (les « siloviki », en russe « силовые министерства и ведомства ») qui en Russie ne dépendent pas directement du Premier ministre, le poste que le président Poutine s’est réservé pour l'intérim.

##### Sergueï Lébédev
Sergueï Lébédev, officier de carrière du KGB depuis 1973, général de l'armée, a été le Directeur du SVR de mai 2000 (nommé par l'oukase du président Vladimir Poutine élu en 2000) au 9 octobre 2007.
Après sa démission du poste de Directeur du SVR Lébédev a été nommé le 6 octobre 2007 le secrétaire exécutif de la CEI.
Le 27 mars 2009 par son oukase no 330 le Président russe Dmitri Medvedev a élevé Sergueï Lédédev au rang diplomatique d'Ambassadeur extraordinaire et plénipotentiaire

##### Viatcheslav Troubnikov
Viatcheslav Troubnikov, officier de carrière du KGB depuis 1967, général de l'armée, a été le Directeur du SVR de janvier 1996 à mai 2000.
De mai 2000 à juillet 2004 Troubnikov a été le premier Adjoint au ministre des affaires étrangères et l’envoyé spécial présidentiel (au rang du ministre fédéral) dans les pays de la Communauté des États indépendants (CEI).
Du 29 juillet 2004 au 27 octobre 2009 Troubnikov a été l'Ambassadeur de Russie en Inde,. Par son Oukase no 1209 du 27.10.2009 le Président de la fédération de Russie Medvédev a libéré Troubnikov de ses fonctions d’Ambassadeur en Inde parce qu’il a atteint l’âge limite et est parti à la retraite.

##### Ievgueni Primakov

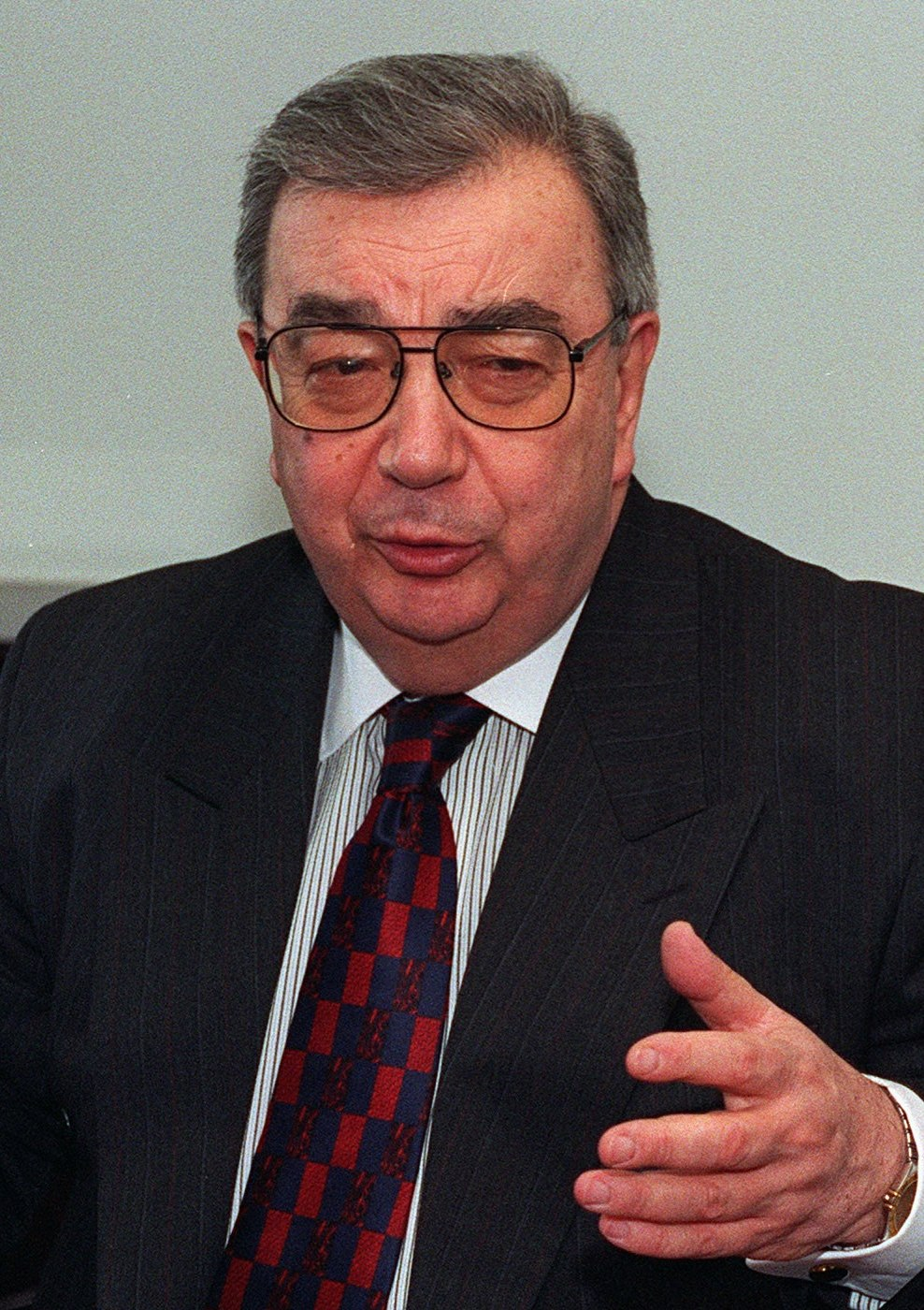
E. Primakov, ancien Directeur du SVR

Ievgueni Primakov, civil, a été le Directeur du SVR de décembre 1991 (nommé par l'Oukase no 316 du président Boris Eltsine) à janvier 1996.
À l’époque post-soviétique le Directeur qui a le plus œuvré pour relever le SVR après le démantèlement de l’URSS a certainement été l’académicien arabisant Primakov, devenu par la suite le ministre des affaires étrangères (janvier 1996,  - septembre 1998) et même le premier ministre de la fédération de Russie (septembre 1998 – mai 1999). Actuellement Primakov est le président de la Chambre de commerce et d'industrie de Russie. 
Malgré son poste qui pourrait paraître neutre et périphérique, Ievgueni Primakov reste un joueur majeur de la politique en Russie et aurait beaucoup d’influence sur Vladimir Poutine et Medédev.
Par son Oukase no 1220 du 29.10.2009 le président de la fédération de Russie Medvédev a décoré Primakov de la première classe de l’Ordre des mérites pour la Patrie.

### Les Premiers adjoints au Directeur duSVR
- Viatcheslav Troubnikov (1996 – 2000)
- Vladimir Zaverchinsky (2000 – 2008)

## La Pé-Gué-Ou du KGB

### Les Dirigeants de laPremière direction générale du KGB
- Alexandre Sémionovitch Panouchkine (1954-1955), premier chef[20]
- Alexandre Mikhaïlovitch Sakharovski (1955-1956 par intérim, 1956-1971), général-lieutenant, ensuite général-colonel [21]
- Fiodor Konstantinovitch Mortine (1971-1974), général-lieutenant [22]
- Vladimir Alexandrovitch Krioutchkov (1974-1988), général-lieutenant, ensuite général-colonel, puis général d’armée, devenu en 1988 le Président du KGB de l’URSS et membre du Politburo[23]
- Vadim Alekseïevitch Kirpitchenko, (1988-1989), chef par intérim, général-lieutenant [24]
- Léonid Vladimirovitch Tchebartchine (1989-1991), général-major, ensuite général-lieutenant [25]
- Ievgueni Primakov (septembre-octobre 1991), l'unique chef civil